# Nuoto ai campionati mondiali di nuoto 2009 - 1500 metri stile libero maschili
La specialità dei 1500 metri stile libero maschili ai campionati mondiali di nuoto 2009 si è svolta al complesso natatorio del Foro Italico di Roma, in Italia.
Le qualifiche per la finale si sono svolte la mattina del 1º agosto 2009, mentre la finale si è svolta la sera del 2 agosto 2009.

## Medaglie
| Posizione | Atleta           | Paese   |
| --------- | ---------------- | ------- |
|           | Oussama Mellouli | Tunisia |
|           | Ryan Cochrane    | Canada  |
|           | Yang Sun         | Cina    |

## Record
Prima della manifestazione il record del mondo (WR) e il record dei campionati (CR) erano i seguenti.
|  | 14'34"56 | Grant Hackett Australia | 29 luglio 2001 Fukuoka, Giappone |
|  | 14'34"56 | Grant Hackett Australia | 29 luglio 2001 Fukuoka, Giappone |

## Risultati qualifiche
| Pos. | Atleta                     | Nazionalità          | Tempo    | Batteria | Corsia | Note |
| ---- | -------------------------- | -------------------- | -------- | -------- | ------ | ---- |
| 1    | Yang Sun                   | Cina                 | 14:54.54 | 5        | 3      |      |
| 2    | Oussama Mellouli           | Tunisia              | 14:54.56 | 5        | 4      |      |
| 3    | Ryan Cochrane              | Canada               | 14:56.56 | 4        | 4      |      |
| 4    | Marco Rivera               | Spagna               | 14:57.47 | 4        | 7      |      |
| 5    | Lin Zhang                  | Cina                 | 14:58.46 | 4        | 5      |      |
| 6    | Federico Colbertaldo       | Italia               | 14:58.98 | 3        | 5      |      |
| 7    | David Davies               | Regno Unito          | 15:00.52 | 5        | 5      |      |
| 8    | Samuel Pizzetti            | Italia               | 15:00.70 | 4        | 6      |      |
| 9    | Taehwan Park               | Corea del Sud        | 15:00.87 | 4        | 3      |      |
| 10   | Mads Glæsner               | Danimarca            | 15:01.80 | 5        | 6      |      |
| 11   | Ryan Napoleon              | Australia            | 15:09.55 | 3        | 6      |      |
| 12   | Jackson Wilcox             | Stati Uniti          | 15:09.66 | 5        | 1      |      |
| 13   | Tom Vangeneugden           | Belgio               | 15:12.95 | 3        | 7      |      |
| 14   | Robert Hurley              | Australia            | 15:14.75 | 3        | 2      |      |
| 15   | Brennan Morris             | Stati Uniti          | 15:16.37 | 3        | 1      |      |
| 16   | Nicolas Rostoucher         | Francia              | 15:16.49 | 3        | 3      |      |
| 17   | Pál Joensen                | Fær Øer              | 15:21.37 | 5        | 2      |      |
| 18   | Ryoji Sononaka             | Giappone             | 15:24.13 | 4        | 2      |      |
| 19   | Igor Snitko                | Ucraina              | 15:26.97 | 4        | 8      |      |
| 20   | Esteban Paz                | Argentina            | 15:31.45 | 4        | 0      |      |
| 21   | David Brandl               | Austria              | 15:31.46 | 5        | 8      |      |
| 22   | Richard Charlesworth       | Regno Unito          | 15:36.64 | 5        | 7      |      |
| 23   | Ricardo Monasterio         | Venezuela            | 15:37.48 | 3        | 9      |      |
| 24   | Alejandro Gomez            | Venezuela            | 15:38.93 | 2        | 4      |      |
| 25   | Oleksandr Lutchenko        | Ucraina              | 15:39.57 | 3        | 8      |      |
| 26   | Seungyeop Pi               | Corea del Sud        | 15:47.94 | 5        | 9      |      |
| 27   | Luis Escobar               | Messico              | 15:52.60 | 5        | 0      |      |
| 28   | Daniel Delgadillo          | Messico              | 15:56.42 | 3        | 0      |      |
| 29   | Florian Janistyn           | Austria              | 15:57.96 | 4        | 1      |      |
| 30   | Mateo De Angulo Velasco    | Colombia             | 16:03.31 | 2        | 6      |      |
| 31   | Esteban Enderica           | Ecuador              | 16:07.59 | 2        | 7      |      |
| 32   | Mandar Divase              | India                | 16:12.28 | 1        | 0      |      |
| 33   | KaiWen Pan                 | Taipei cinese        | 16:18.38 | 4        | 9      |      |
| 34   | JuiTing Chien              | Taipei cinese        | 16:22.09 | 2        | 3      |      |
| 35   | Hajder Ensar               | Bosnia ed Erzegovina | 16:32.01 | 1        | 1      |      |
| 36   | Ivan Alejandro Enderica    | Ecuador              | 16:32.83 | 2        | 0      |      |
| 37   | Roberto Penailillo Garcia  | Cile                 | 16:38.70 | 2        | 1      |      |
| 38   | Luis Andres Martorell Name | Honduras             | 16:50.12 | 1        | 6      |      |
| 39   | Vitalii Khudiakov          | Kirghizistan         | 16:50.18 | 1        | 4      |      |
| 40   | Aleksandr Slepchenko       | Kirghizistan         | 16:52.35 | 2        | 9      |      |
| 41   | Allan Gutierrez Castro     | Honduras             | 16:52.71 | 1        | 5      |      |
| 42   | Heimanu Sichan             | Polinesia francese   | 17:08.44 | 1        | 2      |      |
| 43   | Paul Elaisa                | Figi                 | 17:58.23 | 1        | 7      |      |

## Risultati finale
| Pos. | Atleta               | Nazionalità | Corsia | Tempo    | Note |
| ---- | -------------------- | ----------- | ------ | -------- | ---- |
|      | Oussama Mellouli     | Tunisia     | 5      | 14:37.28 | AfR  |
|      | Ryan Cochrane        | Canada      | 3      | 14:41.38 |      |
|      | Yang Sun             | Cina        | 4      | 14:46.84 |      |
| 4    | Federico Colbertaldo | Italia      | 7      | 14:48.28 | NR   |
| 5    | Lin Zhang            | Cina        | 2      | 14:54.23 |      |
| 6    | David Davies         | Regno Unito | 1      | 14:57.03 |      |
| 7    | Marco Rivera         | Spagna      | 6      | 15:01.92 |      |
| 8    | Samuel Pizzetti      | Italia      | 8      | 15:19.38 |      |